# Георг Филип Телеман
Георг Филип Телеман (на немски: Georg Philipp Telemann; 14 март, 1681 – 25 юни, 1767) е германски бароков композитор, родом от Магдебург.
Самоук музикант, изучавал право в Лайпцигския университет. Често описван като най-плодовития композитор в историята , съвременник на Йохан Себастиан Бах, Антонио Вивалди и Георг Фридрих Хендел с когото го свързва близко приятелство. Използвал анаграмния псевдоним Меланте. Докато в днешно време Бах се смята за по-велик композитор, Телеман е много по-прочутият от двамата приживе.
Телеман е пътувал много, като е попивал различни музикални стилове и ги е вплитал в собствените си композиции. Силно влияние върху произведенията му оказват френската, италианската и понякога полската музика. Известен е с концерти за необикновени комбинации от музикални инструменти като много виоли, тромпети, обои или клавесини.

## Биография
Георг Филип Телеман е роден в Магдебург, столицата на Херцогство Магдебург през 1681 г. Семейството на Телеман не е особено музикално. Единствено за прадядо му има сведения, че е бил църковен певец, но никой друг от близките му роднини не е бил свързан с музиката. Бащата на Телеман умира през 1685 г., оставяйки майка му да отгледа и изучи децата си сама. Семейството им е от горния край на средната класа, като много от тях са работели в църквата. Телеман открива музиката на десетгодишна възраст и бързо демонстрира таланта си, композирайки първата си опера едва 12-годишен (Sigismundus, по текст на Постел). Талантът му обаче не среща подкрепата на семейството. Не желаейки синът ѝ да се занимава с музика майка му прибира всичките му инструменти и през 1693 го изпраща да учи в Целерфелд (1694 – 1698) с надеждата, че промяната ще накара момчето да избере по-доходна професия. Директорът на училището обаче насърчава Телеман да продължи да композира и разширява музикалните си знания. До завършването на Gymnasium Andreanum в Хилдесхайм, Телеман се научава да свири почти без чужда помощ на блокфлейта, орган, цигулка, виола, флейта, обой, контрабас и бас тромбон. Пътувайки той се запознава с нови музикални стилове и в ранните си години е повлиян от музиката на Агостино Стефани, Йохан Розенмюлер, Арканджело Корели и Антонио Калдара.
През 1701 г. Телеман записва право в Лайпцигския университет вероятно по настояване на майка си. Твърде е възможно изборът му на университет да не е случаен, като се има предвид, че по това време Лайпциг е столица на модерната светска музика. На път за Лайпциг в Хале Телеман се запознава с Георг Фридрих Хендел, което поставя началото на приятелство, продължило през целия им живот.
Скоро след установяването му в Лайпциг музикалният талант на Телеман е забелязан и той е упълномощен да пише музиката за две от главните църкви в града. Само след година той основава 40-членен студентски колегиум музикум, който изпълнява негова музика. За разлика от други подобни студентски оркестри, основаният от Телеман не се разпада с напускането му, а продължава дейността си, запазвайки името на основателя си. По-късно под диригентството на Йохан Себастиан Бах „Telemannische Collegium Musicum“ оказва значимо влияние върху музикалния живот на града. През същата година Телеман става музикален директор на Лайпцигската опера.
Телеман увлича много от състудентите си в различни музикални представления, което заедно с назначенията в операта и църквите предизвиква гнева на Йохан Кунау, който счита, че позицията му на главен музикален директор на Лайпциг е застрашена. Кунау обвинява Телеман, че отвлича студентите от участие в църковните хорове (изпълняващи произведения на самия Кунау) и го отрича като музикант.
Очевидно повлиян от обвиненията на Кунау и нетърпелив за повече успехи Телеман не се задържа задълго в Лайпциг. През 1705 г. той приема поста капелмайстор в двора на херцог Ердман II в Зорау (Sorau днес е Żary в Полша). Нашествието на шведската армия през 1707 г. обаче принуждава Телеман да напусне и се установява в Айзенах, където се запознава с Йохан Себастиан Бах.
През 1721 г. Телеман приема поста музикален директор на петте главни църкви в Хамбург – пост, който заема до края на живота си. В тази си роля Телеман пише по две кантати за всяка неделна служба, а също и много произведения за специални църковни събития. В същото време преподава пеене и теория на музиката, както и дирижира местен колегиум музикум, който изнася редовни представления веднъж на две седмици.
Телеман остава в Хамбург до края на живота си през 1767 г. Мястото му е заето от неговия кръщелник Карл Филип Емануел Бах, син на Йохан Себастиан Бах. През последните години от живота му зрението на Телеман силно отслабва, поради което той пише все по-малко особено след 1762 г., но въпреки това не престава да композира до деня на смъртта си на 25 юни 1767 г.

## Творчество и влияние
Телеман е изключително плодовит композитор, автор на огромно количество творби, както църковни, така и светски, сред които 1043 кантати и 46 цикла от пасион за всяка година от живота си в Хамбург, 44 опери, 700 арии, 600 увертюри, а също множество оратории, сюити, различни клавирни произведения и т.н. В автобиографична статия от 1740 г. Телеман смята, че е написал приблизително 600 сюити, една четвърт от които са запазени в ръкописен вид.
Книгата на рекордите на Гинес определя Телеман като най-продуктивния композитор за всички времена, цитирайки повече от 800 творби. По-късни систематични изследвания обаче, като например тематичните каталози на негови творби, издадени през 80-те и 90-те години на XX век, показват, че Телеман всъщност е написал над 3000 творби, много от които са изгубени. Някои от творбите му, смятани за изгубени, са открити от музикалния историк Джейсън Гранг. Много от ръкописите на Телеман са унищожени по време на Втората световна война. (Конкурент за славата на най-продуктивен композитор е Симон Зехтер, за когото се смята, че е написал повече от 8000 творби, но повечето от тях – 5000 – са кратки фуги)
Продуктивността и вярата в собствените възможности на младия Телеман са изключителни по всички възможни стандарти. Той не само има куража да се противопостави на големите авторитети на своето време, но и като че ли няма граници за обема и разнообразието на ангажиментите, които поема като композитор. Заплатата му по време на годините, прекарани в Хамбург, е три пъти по-голяма от това, което Йохан Себастиян Бах печели в Лайпциг, като в същото време печели много като продава свои произведения на музикални ентусиасти.
Телеман е изключително популярен приживе и в продължение на десетилетия след смъртта си. В началото на XIX век обаче неговите творби се изпълняват по-рядко. Изданието на Енциклопедия Британика от 1911 г. което включва големи статии за Бах и Хендел не съдържа статия за Телеман. Интересът към него се възражда едва през първите десетилетия на XX век.

## TWV обозначения
Прието е всички творби на Телеман да се обозначават с т. нар. TWV номера. TVW е съкращение на Telemann Werkeverzeichnis (работен каталог на Телеман). Форматът е TWV, двоеточие, буква и число.

## Непълен списък на творби

### Опери
- Адонис (1708) [6]
- Der Geduldige Socrates (1721) TWV 21:9.
- Sieg der Schönheit (1722)
- Pimpinone, intermezzo (1725) TWV 21:15
- Adelheid (1727) TWV 21:17 ?
- Орфей (1726)
- Adonis (1708)
- Narcissus (1709)
- Mario (1709)
- Die Satyren in Arcadien (1719 Leipzig)
- Ulysses (1721 Hamburg)
- Sieg der Schönheit (1722)
- Belsazar (1723 Hamburg)
- Der Beschluss des Carnevals (1724 Hamburg)
- Omphale (1724 Hamburg)
- Damon (1724 Hamburg)
- Cimbriens allgemeines Frolocken (1725 Hamburg)
- Don Quichotte der Löwenritter (1761) TWV 21:32

### Кантати
- Cantata Cycle 1716 – 1717
- Der Schulmeister („The Schoolmaster“) most probably spurious
- Der Tod Jesu („The Death of Jesus“) TWV 5:5 – 6
- Die Donner-Ode („The Ode of Thunder“) TWV 6:3a-b
- Die Tageszeiten („The Times of the Day“) (1764)
- Der Tag des Gerichts („The Day of Judgement“)

### Оратории
- Hamburger Admiralitätsmusik TWV 24:1
- Hamburgische Kapitänsmusik (various)

### Оркестрови сюити
- Ouvertüre Wassermusik (Hamburger Ebb und Fluth) TWV 55:C3
- Ouvertüre des nations anciens et modernes in G TWV 55:G4
- Ouvertüre g-moll in G minor TWV 55:g4

### Камерна музика
- Sinfonia Spirituosa in D Major (2 violins, viola & continuo, trumpet ad libitum) TWV 44:1
- Tafelmusik (1733) ('Tafelmusik' refers to music meant to accompany a meal)
- Der getreue Musikmeister (1728), a musical journal containing 70 small vocal and instrumental compositions
- 6 Paris Quartets, each of which has five to six instruments. TWV 43
- Harmonischer Gottes-Dienst
- The Twelve Fantasias for Transverse Flute without Bass TWV 40:2 – 13

### Концерти

#### Цигулка
- Concerto in G Major for Viola and String Orchestra, TWV 51:G9; the first known concerto for viola, still regularly performed today
- Concerto in G Major for Two Violas and String Orchestra, TWV 52:G3

#### Валдхорна
- „Concerto for Two Horns in D Major TWV 52:D2“
- „Horn Concerto in B“